# Iranecio lipskyi
Iranecio lipskyi là một loài thực vật có hoa trong họ Cúc. Loài này được (Lomak.) C.Jeffrey mô tả khoa học đầu tiên năm 1992.